# 亞該亞戰爭
亞該亞戰爭，是前146年羅馬共和國與希臘亞該亞同盟之間所爆發的戰爭，亞該亞同盟是由亞該亞人和其他伯羅奔尼撒人所組成的城邦邦聯，這場戰爭發生於第四次馬其頓戰爭結束之後，並以羅馬全面勝利告終，結果羅馬人征服了希臘本土。
自第二次馬其頓戰爭以來，羅馬和亞該亞同盟五十多年一直是盟友，但在過去的幾十年裡，這兩個國家之間的關係一直逐漸惡化。主要是因為羅馬致力於扼殺亞該亞同盟擴張，特別是亞該亞同盟長期以來渴望把斯巴達併入到邦聯之中，加上 第三次馬其頓戰爭之後羅馬強迫許多亞該亞名門交出人質。前148年，當亞該亞同盟擊敗並最終鎮壓了斯巴達反亂時，與羅馬急劇形成緊張局勢。在此之後，羅馬為了阻止邦聯的擴張野心，在雙方在外交斡旋失敗後，兩國爆發戰爭。
羅馬軍隊在斯卡菲亞戰役迅速擊敗了亞該亞同盟的主力部隊，然後向邦聯的首府科林斯進軍，在那裡他們擊敗了城外剩餘的亞該亞軍隊，如同同年的迦太基城一樣，羅馬人殘忍地洗劫了這座城市。這場戰爭不僅代表著羅馬直接占領希臘的開端，也是古希臘城邦的終結獨立，以及宣告希臘化時期希臘的結束。這場戰爭因很大影響了羅馬文化而著名，在征服希臘後，古希臘藝術、文化、經濟的優勢加速了希臘-羅馬世界的文化融合與發展。

## 背景
羅馬共和國因與亞該亞同盟有著相近的神話和政治思想，並且雙方在先前的馬其頓戰爭中的互相同盟合作，建立了密切的聯繫。然而雙方儘管早在在前三世紀和前二世紀早期時就有合作，但亞該亞同盟內部之中上很快就浮現問題。亞該亞同盟內部分成兩股勢力，其中一股代表政治人物為菲洛皮門和吕克塔斯（Lycortas），他們號召人們讓亞該亞同盟根據自己的律法有著自己獨立的外交政策。另一股勢力代表人物是阿里斯泰纳斯（Aristaenus）和狄奥菲内斯（Diophanes），他們認為在外交事務上依循羅馬人即可。
此時亞該亞同盟內部邦聯問題也面臨著羅馬的干涉壓力，如墨塞涅（Messene）從邦聯中退出以及斯巴達進一步在邦聯中的地位問題，這些都引起羅馬對亞該亞同盟進行細部干涉，如前184年羅馬派遣阿庇烏斯·克勞狄·普爾克爾前去斷定亞該亞同盟內部之中的斯巴達問題。

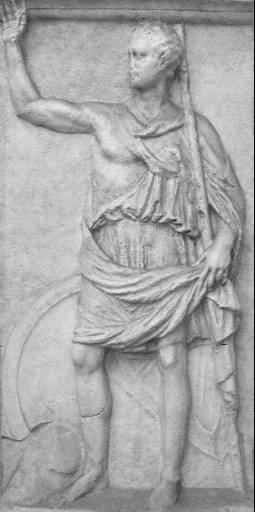
波利比烏斯是亞該亞同盟派出的羅馬人質之一，他後來成為一位偉大的古希臘歷史學家，他的著作提供許多希臘化時期和布匿戰爭的重要史料

在第三次馬其頓戰爭爆發時，羅馬為了保證亞該亞同盟對自己服從，押了數千人質去羅馬，這在希臘引起了極大的反感，並成為亞該亞同盟與羅馬之間許多外交爭議問題的根源，可以說，這在很大程度上造成兩個國家之間關係惡化。亞該亞同盟向羅馬派遣不少於五個大使去請求歸還人質，但羅馬對亞該亞的請求豪不妥協，也表明兩者在權勢上懸殊的差異。外交僵局導致引發一系列事件，最終導致亞該亞戰爭爆發。

### 走向戰爭的導火線
在戰爭起因中，當時的亞該亞同盟國內政治因素佔了很大作用，民粹派政治人物邁加洛波利斯的克里圖勞斯和迪亞厄斯當選邦聯統帥後，提出的經濟政策，包括減輕窮人的債務負擔、解放亞該亞裔的奴隸，並增加對富人的稅收等紓解貧富差距。但這些措施被身為資產階級的波利比烏斯認為，這是希望爭取更多亞該亞同盟底層民眾的加入，成為對抗羅馬的民族主義支持者。大約在此時，馬其頓王位宣稱者安德里斯庫斯發動起義，爆發第四次馬其頓戰爭，這場戰爭的衝擊也已經蔓延到亞該亞同盟。這讓一些人們期望羅馬在西方已經忙著與迦太基進行第三次布匿戰爭，在東方又忙於鎮壓馬其頓的戰事，若希臘反抗羅馬霸權時，羅馬將無力應付。
在第三次馬其頓戰爭之後，羅馬在東方的希臘外交政策也越來越傾向於細部干涉，以及對希臘強權的強制解體。如羅馬就將馬其頓王國分割為四個不隸屬的共和邦聯，元老院也曾在前164年派遣蓋厄斯·撒爾庇西斯·凱勒斯出使東方，他盡可能讓城市脫離亞該亞同盟，如普列隆（Pleuron）就申請脫離邦聯。古希臘地理學家保薩尼亞斯就提到「凱勒斯對待希臘人時非常高傲，不論言語或行為都是如此」。
公元前150年，斯巴達與邦聯中央之間的再次爆發衝突，斯巴達要求更多的自治權。在被邦聯拒絕後斯巴達發動叛亂，亞該亞同盟很快就派兵擊敗斯巴達軍隊，但前149年該年的邦聯統帥德謨克利特不再進一步繼續攻擊，可能是受到羅馬的壓力，或著想採取較和平的手段。但這策略結果就是引發眾怒，德謨克利特被迫下台流亡。前148年統帥選舉時，迪亞厄斯是在鷹派和反分離主義的氣氛上當選的，因此在他強調繼續攻擊的策略下，亞該亞同盟於年底前再度擊敗了斯巴達。在這場戰爭中，羅馬因為第四次馬其頓戰爭和第三次布匿戰爭進展很不順利，忙著關注其他戰事，對於亞該亞同盟的行為除了發出一些較溫和的和平訴求外，羅馬暫時沒有進行干預。
然而到了前147年時，羅馬派出新的使團，由前任執政官盧基烏斯·奧雷利烏斯·奧雷斯特斯帶領，他們來到希臘。羅馬人為了有效削弱亞該亞同盟，並一勞永逸地結束了它的擴張野心，奧雷斯特斯宣布要將亞該亞同盟強制縮減為其最初的、亞該亞地區最狹義的成員名單範圍。這可能是一種試探性的談判策略，但結果適得其反，過於嚴苛的條件差點讓羅馬使團被亞該亞憤怒的民眾攻擊。羅馬試圖讓局面回到和平的談判桌前，派出奧雷斯特斯的當年前執政官同事塞克斯圖斯·尤利烏斯·凱撒領導談判，但情況仍繼續惡化，亞該亞人對羅馬強橫的手段感到憤怒，整個民粹主義情緒被煽動起來，他們選舉克里圖勞斯為亞該亞同盟統帥，向斯巴達宣戰。關於對斯巴達宣戰的宣言是如何引發亞該亞戰爭，這點存在爭議，它是否是隱含對羅馬宣戰，或者是羅馬對於斯巴達被宣戰後，而做出了對亞該亞同盟宣戰的反應，這些仍有待釐清。

## 戰爭

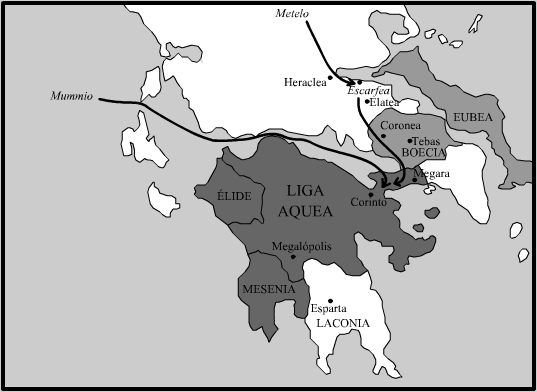
前146年在亞該亞戰爭前夕亞該亞同盟形勢圖，並顯示羅馬穆米烏斯和梅特盧斯的進軍路線

亞該亞人意識到他們正在進入一場自殺式的反抗戰爭，因為羅馬剛剛徹底征服了馬其頓，這是一個比亞該亞同盟更強大的王國。同時羅馬派出兩支軍隊去對付亞該亞同盟，一支軍隊從義大利出發，由該年的執政官盧基烏斯·穆米烏斯指揮。另一支軍隊由副執政官昆圖斯·凱基利烏斯·梅特盧斯率領，他們由剛剛擊敗馬其頓國王安德里斯庫斯並平定馬其頓反叛，直接從馬其頓南下希臘。當時亞該亞同盟統帥克里圖勞斯正在圍攻叛離邦聯的城市特拉基斯的赫拉克利亚，當他聽聞梅特盧斯的軍隊從馬其頓南下準備要對付他，連忙撤往斯卡菲亞，但梅特盧斯率軍迅速逮住他們，雙方在斯卡菲亞戰役展開會戰。此戰亞該亞軍大敗，克里圖勞斯戰死，或有一說他兵敗逃往奧塔山沼澤地，服毒自殺。梅特盧斯在決定性擊敗亞該亞軍後，便讓軍隊準備過冬。
克里圖勞斯兵敗和去世在希臘人之間引起很大的衝擊和混亂，一些希臘人如厄利斯和墨塞涅都向羅馬人投降，但邦聯的其他成員，特別是科林斯，他們選舉迪亞厄斯為新的統帥來接替克里圖勞斯的位子，並聚集在他的領導下繼續戰爭。迪亞厄斯為了打贏戰爭，大量征兵並沒收富人的財產來充軍。梅特盧斯接著穿過玻俄提亞地區，並攻陷亞該亞人的盟友底比斯城。他向亞該亞同盟勸降，但被迪亞厄斯拒絕，甚至迪亞厄斯還對一些親羅馬和投降派政治人物進行逮捕或殺害。
另一路由從義大利本土出發的羅馬軍隊由執政官盧基烏斯·穆米烏斯率領，此時也抵達希臘。他命梅特盧斯返回馬其頓，自己聚集可以動用的羅馬兵力共23,000名步兵和3,500名騎兵，對科林斯城發動進軍行動。迪亞厄斯此時也盡其所能的聚集一支13,500名步兵和650名騎兵的軍隊，雙方軍隊在初期的試探和小衝突下，迪亞厄斯的信心大增，決定與羅馬軍隊進行野戰。雙方在城外進行科林斯戰役，戰鬥中羅馬騎兵很快就壓倒性碾壓人數懸殊的亞該亞騎兵，在羅馬1,000名精銳步兵便攻擊敵軍暴露出來的側翼，亞該亞軍大敗而逃。

### 科林斯淪陷

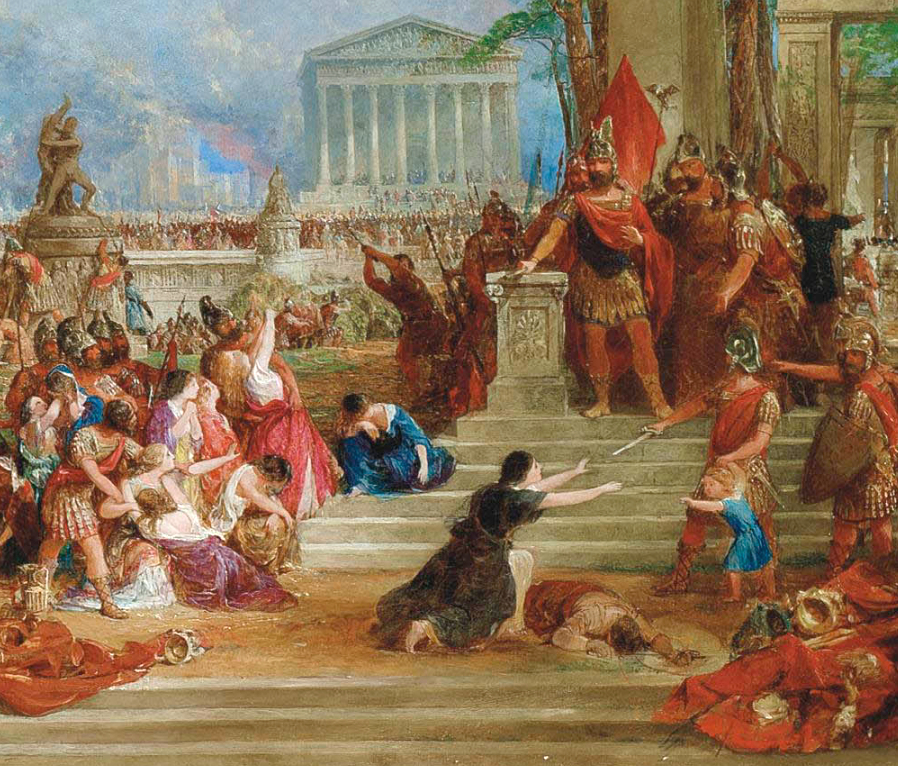
畫作《科林斯的淪陷》局部圖中羅馬將領盧基烏斯·穆米烏斯的畫像，由湯瑪斯·艾龍姆所繪

戰敗的亞該亞殘軍本來還有機會組織起來保衛這座城市，但統帥迪亞厄斯放棄了這麼做，他逃回了家鄉邁加洛波利斯，在那裡他殺死了妻子後自殺了。士氣崩散的亞該亞士兵和科林斯城大部分的百姓都逃離這座城市，讓這座城市毫無設防，羅馬軍隊輕易的就進城佔領它，此時也不過在科林斯戰役後3天而已，這還是穆米烏斯擔心有埋伏的情況下。戰爭進行到如此，現在任何希臘殘餘抵抗勢力都已向羅馬投降了，羅馬執政官也保證所有希臘人的自由，除了科林斯人以外。在科林斯城，羅馬人屠殺所有的成年男人口和並把女人和小孩貶為奴隸，接著他們摧毀這座城市。學者特奧多爾·蒙森解釋到，羅馬軍隊對科林斯施行這種明顯不必要的殘酷處罰，是受到元老院的命令，這是元老院內部支持商業的議員集團推動下結果，他們熱切看到商業競爭對手被催毀。根據波利比烏斯的說法，穆米烏斯無法抵抗周圍羅馬要人施加的壓力，而卡西乌斯·狄奥則提到穆米烏斯小心翼翼地不奴役任何非科林斯人，李維則是說穆米烏斯沒有為自己掠奪任何戰利品，李維還稱讚他很正直。
波利比烏斯記載當時的羅馬士兵相當粗魯低俗，他們到處破壞藝術品或並以此互相取樂，然而他們卻對菲洛皮門的雕像抱持尊重，這是因為菲洛皮門的名聲，也是因為他是羅馬在希臘第一個盟友。穆米烏斯顯現出對藝術極為無知，在將無價的雕像與繪畫運往義大利時，他警告承包商如果藝術品弄丟了，就必須用其他新的來替補。這場浩劫如同前212年敘拉古圍城戰之時，科林斯城被洗劫一空，許多希臘藝術品流入羅馬世界，讓羅馬進一步受到希臘文化的影響，為後來的希臘-羅馬世界的發展鋪平了道路。

## 戰後

### 羅馬對希臘進行整頓

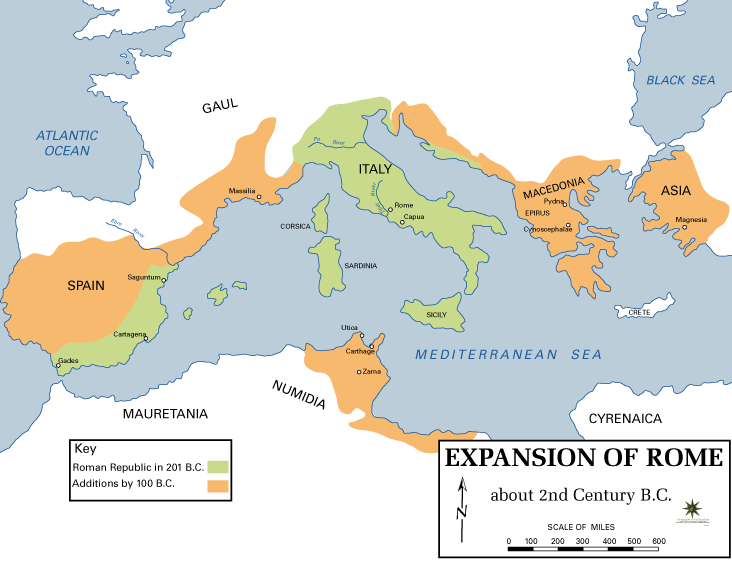
公元前二世紀末的羅馬共和國。經過亞該亞戰爭、盧西坦戰爭和努曼廷戰爭，以及合併帕加馬王國之後的疆域圖

在征服完希臘之後，穆米烏斯立即對所有曾經敵對的城市下令，要求拆除該城城牆，並要所有城市強制交出武器和軍事裝備很快，元老院就派出十名專員代表前往亞該亞協助執政官完成整頓希臘的任務。希臘人不得不支付戰爭賠款和貢金，所有希臘的邦聯和其他政治實體都被解散，治理的權力被轉交給親羅馬的寡頭精英。然而最終，在財政上羅馬給予希臘人進行一些紓解，並授予了一些希臘城市自治權，包括雅典和斯巴達。在政治上，希臘各區域被歸入羅馬馬其頓行省內，直到前27年奧古斯都才把希臘劃分出來，成立一個新的單獨行省亞該亞行省。

### 影響
盧基烏斯·穆米烏斯以勝利者的姿態返回羅馬，他得到一場凱旋式，還被授予榮名（agnomen）「亞該亞征服者」（Achaicus）。憑藉他在希臘戰役中的財富，他建造了一個改進聲學條件和座位的希臘式劇院，從而讓羅馬在建築娛樂場的技術顯著進步。
這場戰爭也象徵古希臘在政治上結束獨立，以及代表希臘結束希臘化時期。帕加馬王國成為愛琴海周遭地區唯一較有力量的希臘國家，但它的立場向來是親羅馬陣營的，它的最後一位合法國王阿塔羅斯三世在前133年去世後，通過遺囑將其整個王國遺贈給了羅馬。因此，在第一次馬其頓戰爭開始，自從羅馬首次介入希臘事務七十年後，它現在控制了所有古典的希臘世界，並鞏固了其在地中海的主導地位。
羅馬佔領希臘這個事件也讓希臘和羅馬文化進一步相互交融，代表著一種嶄新的希臘—羅馬文化的出現，這一過程從一個世紀前羅馬人征服西西里島和大希臘的希臘城市就開始發展。

## 藝術

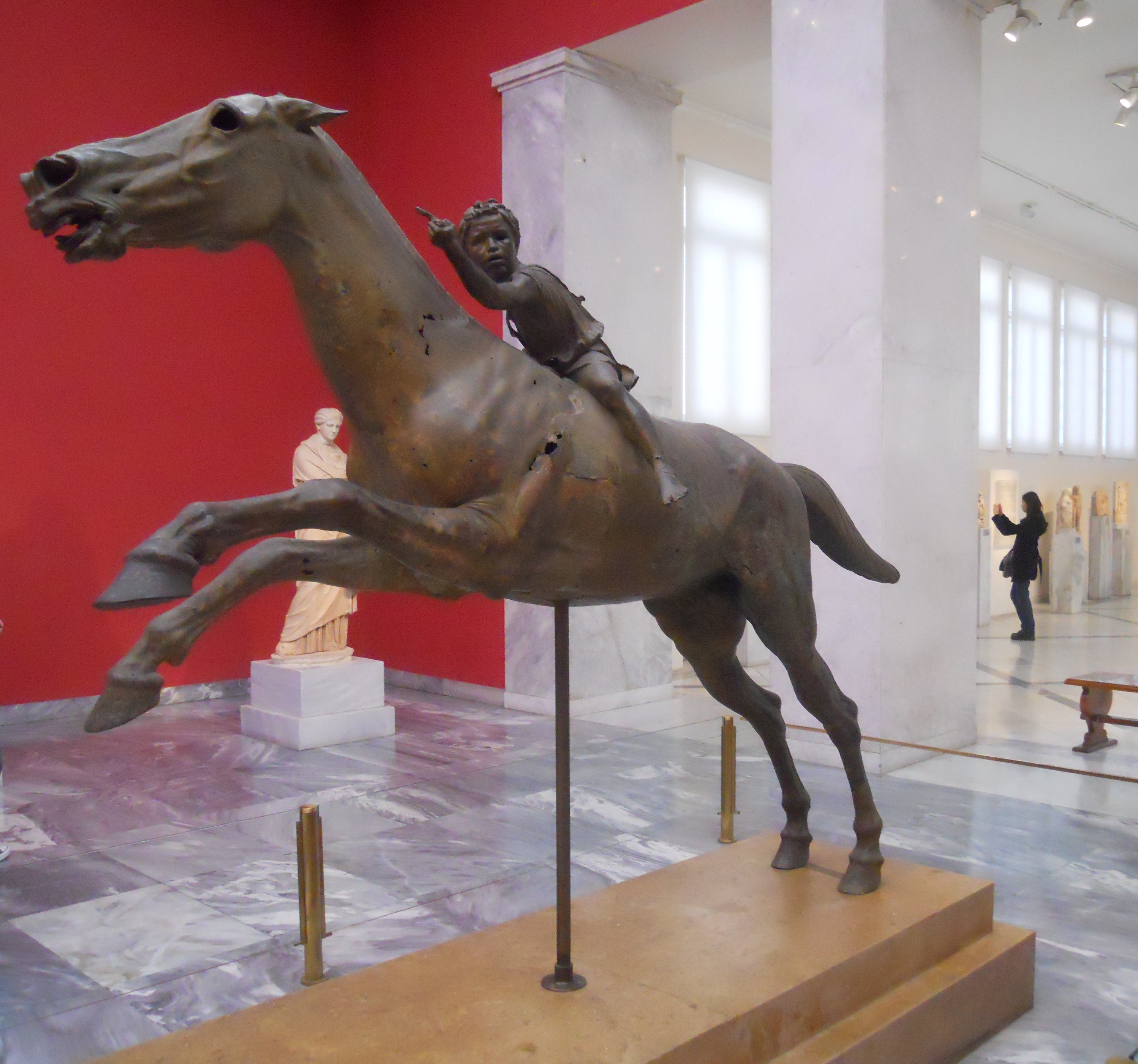
《阿爾特米西昂的小騎師》，可能是穆米烏斯洗劫科林斯城時掠奪的銅像
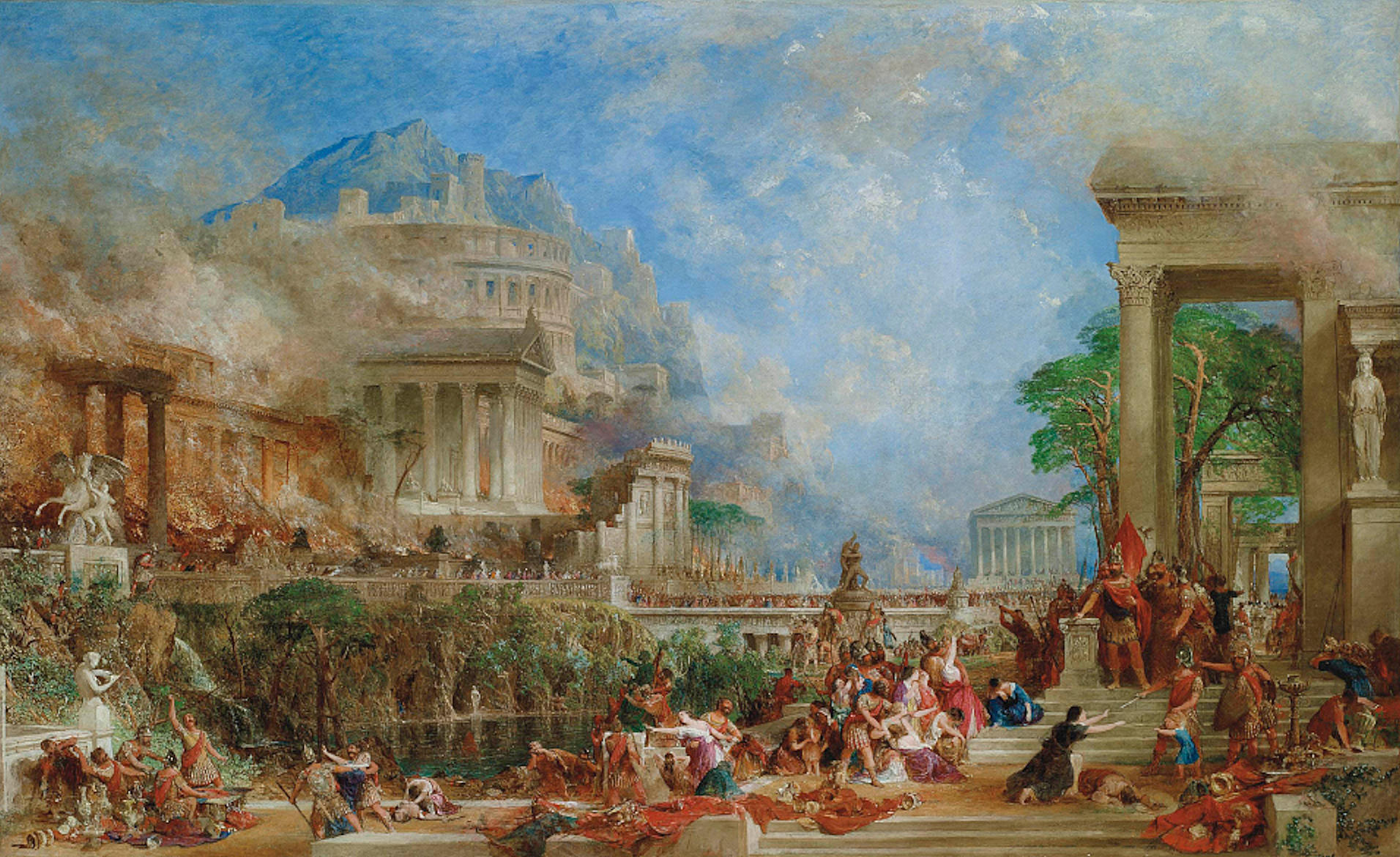
《科林斯的淪陷》，由湯瑪斯·艾龍姆所繪
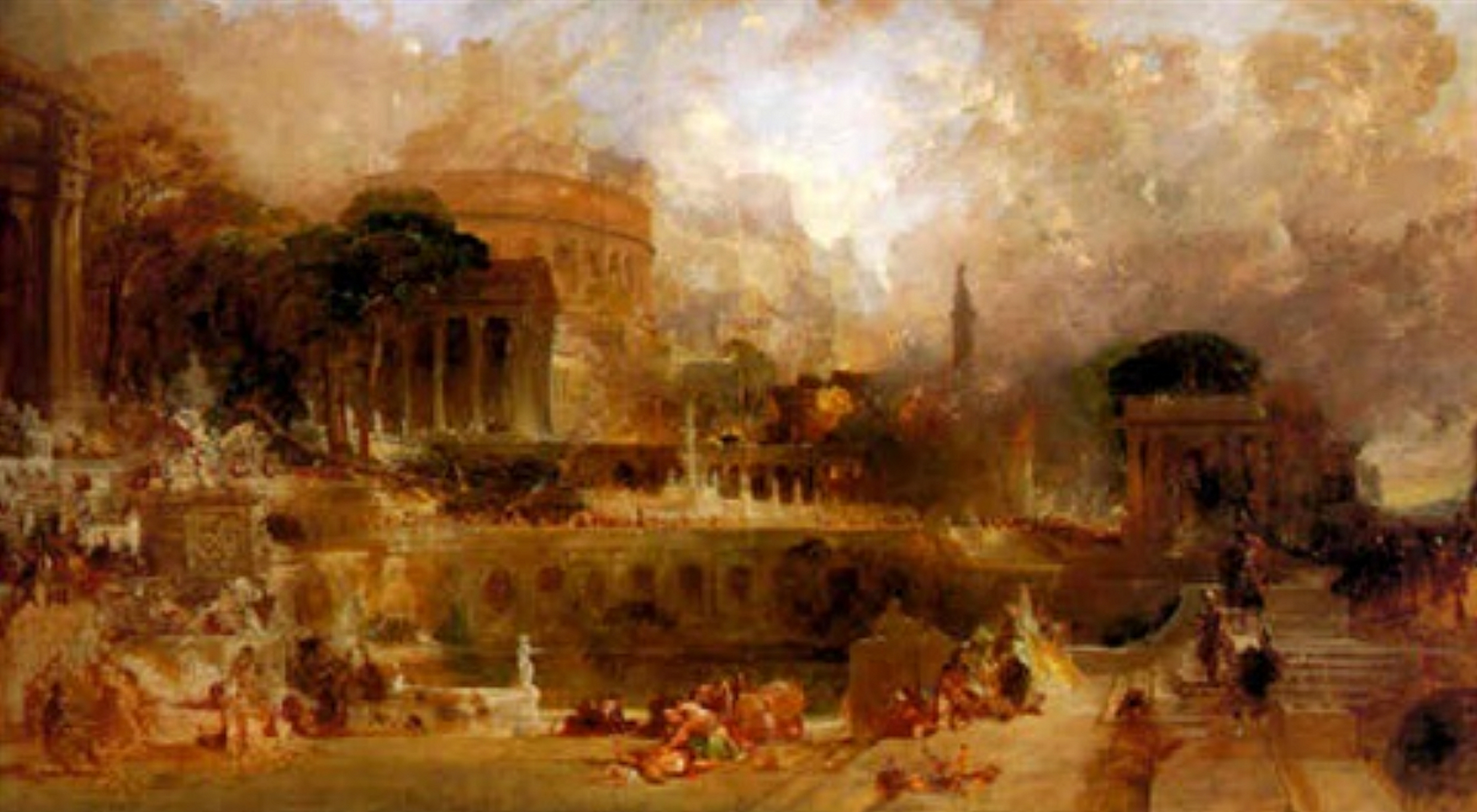
《科林斯的毀滅》，由湯瑪斯·艾龍姆所繪
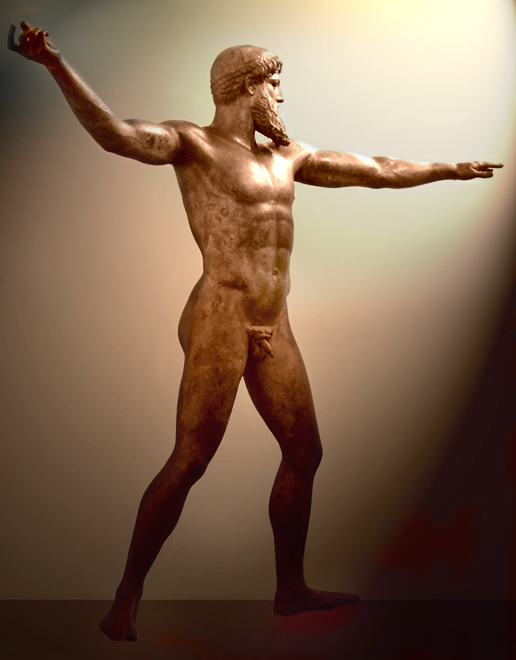
《阿爾特米西昂青銅像》，另一個可能從科林斯城掠奪的銅像

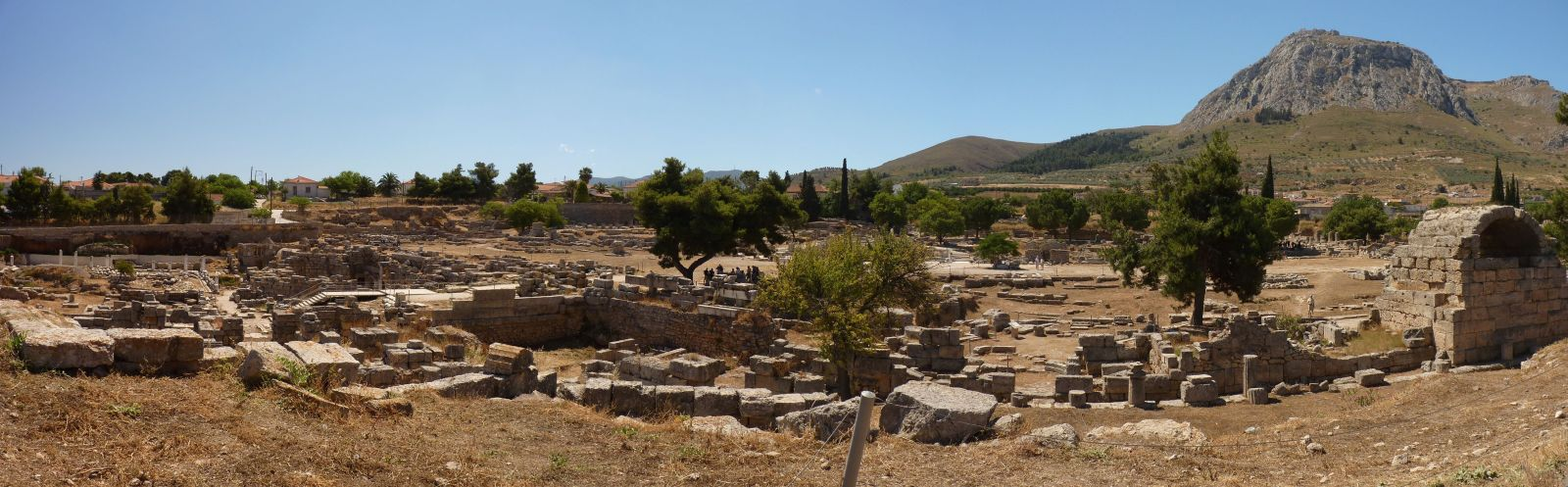
今日科林斯遺址的一部分

## 註腳
1. ↑  Derow 1989，第290-323頁.
2. ↑  波利比烏斯，23.
3. ↑  李維 39.37
4. ↑  波利比烏斯，23.17.
5. ↑  Gruen 1976，第46-69頁.
6. ↑  波利比烏斯，38.
7. ↑  Morstein-Marx 1995，第32頁.
8. ↑  保薩尼亞斯，7.11.
9. ↑  Gruen 1976，第50-53頁.
10. ↑  Gruen 1976，第55-57頁.
11. ↑  Gruen 1976，第56-57頁.
12. ↑  Gruen 1976，第60頁.
13. ↑  Gruen 1976，第64頁.
14. 1 2  保薩尼亞斯，7.15.
15. 1 2 3 4 5  狄奥，XXI.72.
16. ↑  波利比烏斯，39.8.
17. ↑  Gruen 1976，第67頁.
18. 1 2 3 4  保薩尼亞斯，7.16.
19. 1 2  Chisholm 1911.
20. ↑  Dillon & Garland 2005，第267頁.
21. ↑  李維, Periochae 52.6
22. ↑  波利比烏斯，39.13.
23. ↑  波利比烏斯，39.14.
24. ↑  維萊伊烏斯·帕特爾庫魯斯, 1.13
25. ↑  Henrichs 1995，第254-255頁.
26. ↑  波利比烏斯，39.15.
27. 1 2  Dunstan 2010，第87頁.
28. ↑  Henrichs 1995.

### 古代文獻
- Cassius Dio. . .
- 維萊伊烏斯·帕特爾庫魯斯, Roman history, Book I
- 蒂托·李維, Periochae 51-55 （页面存档备份，存于）
- [Polybius. . .   [2022-06-06]. （原始内容存档于2022-05-02）.
- 西西里的狄奧多羅斯,  Bibliotheca Historica, Book 32
- Pausanias. . .   [2022-06-06]. （原始内容存档于2022-06-15）.

### 現代文獻
- Wilson, N. G. Encyclopedia of Ancient Greece. New York: Routledge, 2006. Print. Google Books.
- Wright, Edmund. . York: Oxford University Press. 2006. ISBN 978-0-192-80700-7.
- Dillon, Matthew; Garland, Lynda. . Taylor & Francis. 2005: 267–. ISBN 978-0-415-22458-1.
- Dunstan, William. . 2010. ISBN 978-0-74256-834-1.
- Henrichs, Albert. . Harvard Studies in Classical Philology. 1995, 97: 243–261. JSTOR 311309.
- Gruen, Erich S. . The Journal of Hellenic Studies. 1976, 96: 46–69. JSTOR 631223.
- Derow, P.S. Astin, A. E.; Walbank, F. W.; Frederiksen, M.W.; Ogilvie, R. M. , 编. . Cambridge: Cambridge University Press. 1989: 290–323. doi:10.1017/CHOL9780521234481.010.
- Morstein-Marx, Robert. . Berkeley: University of California Press. 1995: 11–41. ISBN 9780520080751.
- 本条目包含来自公有领域出版物的文本: Chisholm, Hugh (编). .  18 (第11版). London: Cambridge University Press: 966–967. 1911.